# You Want This
„You Want This” este un cântec al interpretei americane Janet Jackson. Piesa a fost compusă de Jimmy Jam și Terry Lewis și Jackson, fiind inclusă pe cel de-al cincilea material discografic de studio al artistei, janet.. „You Want This” a ocupat locul 8 în Statele Unite ale Americii, ocupând poziții modeste la nivel mondial.

## Clasamente
| Clasament                          | Poziția maximă | Referință |
| ---------------------------------- | -------------- | --------- |
| Australian Singles Chart           | 16             | [ 4 ]     |
| Dutch Singles Chart                | 27             | [ 2 ]     |
| German Singles Chart               | 90             | [ 5 ]     |
| New Zealand Singles Chart          | 11             | [ 2 ]     |
| UK Singles Chart                   | 14             | [ 6 ]     |
| U.S. Billboard Hot 100             | 8              | [ 3 ]     |
| U.S. Billboard Hot Dance Club Play | 9              | [ 3 ]     |